# Ctenomys paraguayensis
El tuco-tuco paraguayo (Ctenomys paraguayensis) es una especie de roedor del género Ctenomys, ubicado en la familia de los tenómidos. Habita en el nordeste del Cono Sur de Sudamérica. En el área en que vive es conocido con el nombre común, en idioma guaraní, de anguyá-tutú.

## Taxonomía
Esta especie fue descrita originalmente en el año 2000 por el zoólogo Julio Rafael Contreras.
Localidad tipo
La localidad tipo referida es: “localidad de Coraté-i, en las coordenadas: 27°24′S 57°01′O / -27.400, -57.017, a 12 kilómetros al oeste de la ciudad de Ayolas, en el distrito homónimo, departamento de Misiones, República del Paraguay”.
Holotipo
El ejemplar holotipo designado es el catalogado como: MZ-00015 (número original de campo de los colectores c-02999 ); se trata de una hembra subadulta, que fue capturada el 16 de febrero de 1989, por Yolanda Ester Davies y Andrés Oscar Contreras. Fue depositado en la Colección Mastozoológica del Museo de Historia Natural “Joseph Sánchez Labrador”, de la Asociación “Hombre y Naturaleza: Paraguay”, en la ciudad de Pilar, departamento de Ñeembucú, República del Paraguay.
Paratipos
Los paratipos son 2 hembras subadultas, depositadas bajo los números MZ-00019 y MZ-00024 en la nombrada colección mastozoológica.
Etimología
Etimológicamente, el término genérico Ctenomys se construye con palabras del idioma griego, en donde: kteis, ktenos significa ‘peine’ y mys es ‘ratón’, en relación con una serie de singulares pelos, rígidos, duros y cortos, que la especie tipo del género exhibe en la parte superior de la base de las uñas de las patas traseras.
El epíteto específico paraguayensis es un topónimo que refiere al país donde fue capturado el ejemplar tipo, la República del Paraguay.

## Caracterización y relaciones filogenéticas
Al momento de describirse Ctenomys paraguayensis, el autor solo contaba con 3 ejemplares, todas hembras subadultas, por lo que se las comparó detenidamente con las hembras de las especies inmediatamente vecinas en la región: C. dorbignyi y C. pilarensis. Dentro de las especies del género Ctenomys, C. paraguayensis es de tamaño mediano, teniendo 243,5 mm de longitud total (la media de las 3 hembras estudiadas). Respecto a su coloración, presenta un notorio semicollar claro, que desde la zona subauricular se dirige oblicuo hacia atrás, alcanzando la base del cuello. Ventralmente es gris-cremoso claro, sin manchas blancas.
De Ctenomys pilarensis se separa por tener las mejillas más claras y por no tener coloración negruzca en el rostro. De Ctenomys dorbignyi se puede diferenciar por tener la coloración general algo menos rojiza, por no tener tonalidad castaña la coloración ventral y por no poseer la cola tan marcadamente bicolor. El modelo de arquitectura craneal también caracteriza a Ctenomys paraguayensis, separándolo netamente de C. pilarensis y relacionándolo de manera más estrecha con representantes del género que habitan en la mesopotámica argentina, Uruguay y el extremo sudeste de Brasil, clado que constituye el complejo Ctenomys perrensi-roigi; además tiene una relación —algo menos estrecha— con el polimórfico complejo C. pearsoni-dorbignyi; con ambos agrupamientos guarda un conjunto estructural de rasgos que aparentarían ser simplesiomórficos.
Cariotipo
El cariotipo es 2n= 52; dicho patrón cariotípico lo separa claramente de Ctenomys pilarensis, un taxón del clado chaqueño (el más oriental de ellos).

## Distribución geográfica, hábitat y estado de conservación
Esta especie de tuco-tuco es endémica del departamento de Misiones, en el sudoeste de la región oriental del Paraguay. La localidad tipo se sitúa en las proximidades de la ribera derecha del río Paraná; es una lomada arcillo-arenosa rodeada de campos bajos y de esteros, con remanentes boscosos dispersos. Al describirse este roedor su población conocida era muy pequeña, exhibiendo cuevas muy dispersas, con actividad agrícola, ganadera y pesquera. Según el autor, experimentaría algún grado de riesgo de extinción en el corto o mediano plazo.